# Austin-Healey

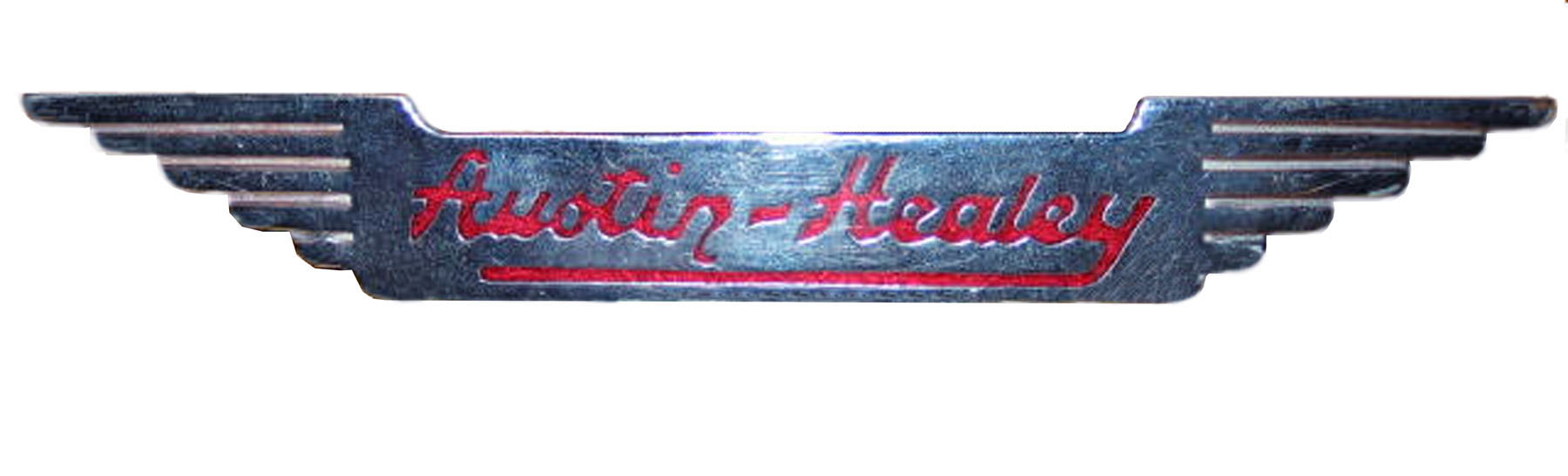
Значок з гравіюванням «Austin-Healey» на ранніх моделях

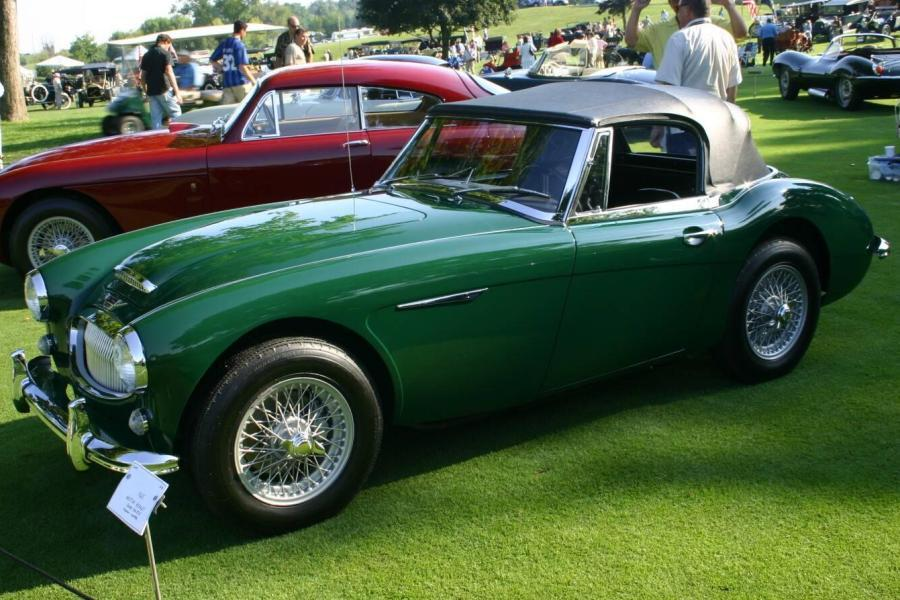
Austin-Healey 3000 Mk III 1965

Austin-Healey — британський виробник спортивних автомобілів, заснований у 1952 р. злиттям компаній Austin (підрозділ British Motor Corporation) та Donald Healey Motor Company. Леонард Лорд представляв BMC, а Дональд Хіллі, відповідно, свою компанію.
У 1966 р. BMC з'єдналась з Jaguar Cars, сформувавши British Motor Holdings. Дональд Хіллі покинув BMH у 1968 р., що перетворилась у British Leyland. Невдовзі Хіллі приєднався до Jensen Motors, що виготовляла кузова для «Великих Хіллі» з часу їх появи у 1952 р., і став керівником підприємства в 1972 р. Автомобілі Austin-Healey виготовлялись до 1972 р., коли 20-річна згода між «Остіном» та «Хіллі» йшла до кінця.

## Модельний ряд

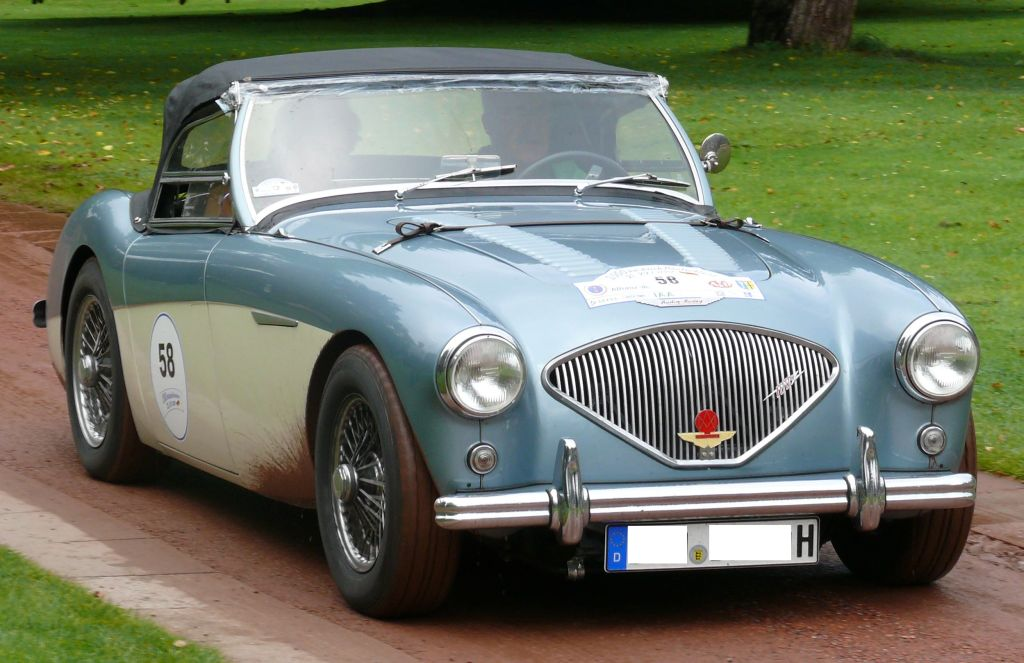
Austin-Healey 100 (1955—1956)

### Austin-Healey 100
- 1953–55 BN1 Austin-Healey 100
- 1955 Austin-Healey 100S (обмежена серія — 50 гоночних автомобілів)
- 1955–56 BN2 Austin-Healey 100 and 100M

### Austin-Healey 100-6
- 1956–57 BN4 Austin-Healey 100-6 (родстер 2+2)
- 1957–59 BN4 Austin-Healey 100-6 з 13⁄4-дюймовими карбюраторами SU (родстер 2+2)
- 1958–59 BN6 Austin-Healey 100-6 6-циліндровий (2-місний родстер)

### Austin-Healey 3000
- 1959–61 BN7 Mark I (2-місний родстер), BT7 Mark I (родстер 2+2)
- 1961–62 BN7 Mark II (2-місний родстер), BT7 Mark II (2+2)
- 1962–63 BJ7 Mark II (кабріолет 2+2)
- 1963–67 BJ8 Mark III (кабріолет 2+2)

### Austin-Healey Sprite
- 1958–61 AN5 Mark I (сленг. у ВБ — «жаб'ячі очі», у США — «очі жука»)
- 1961–64 HAN6–HAN7 Mark II
- 1964–66 HAN8 Mark III
- 1966–69 HAN9 Mark IV
- 1969–71 AAN10 Mark IV (тільки для Великої Британії)

## Галерея

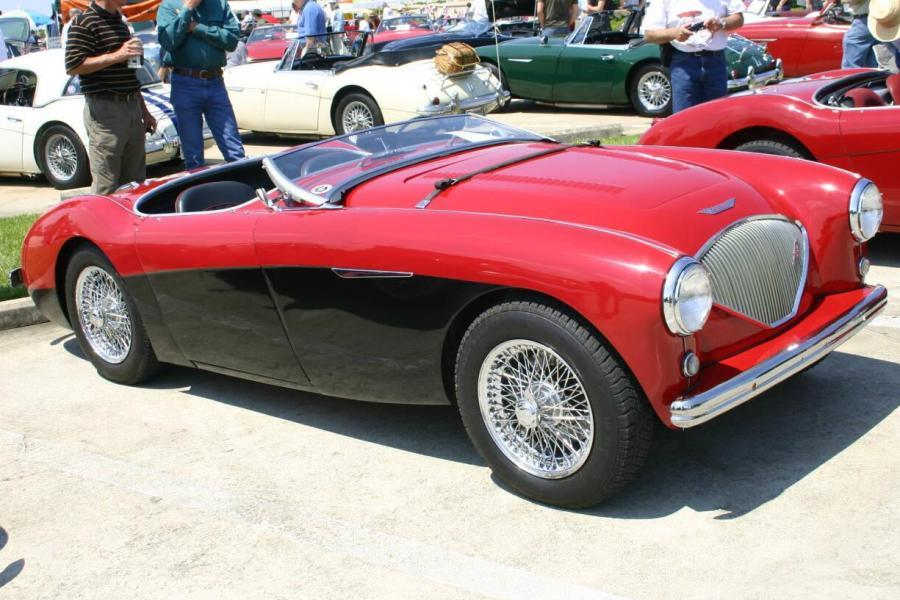
1955 Austin Healey 100M
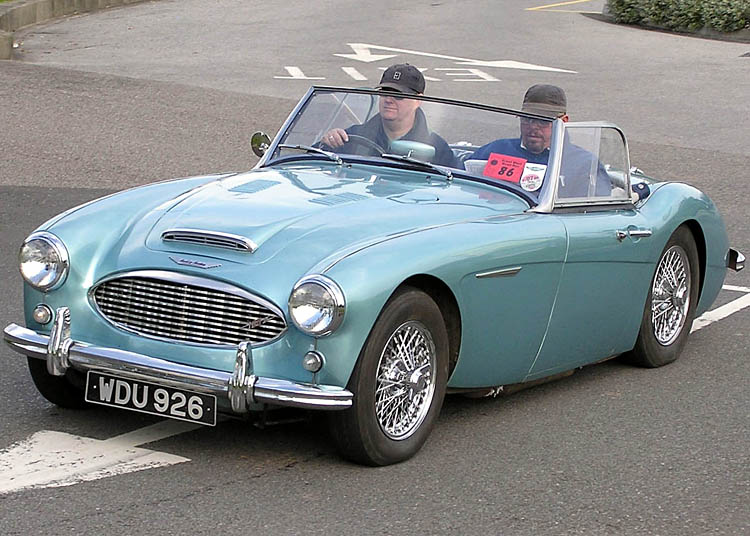
1958 Austin-Healey 100-6
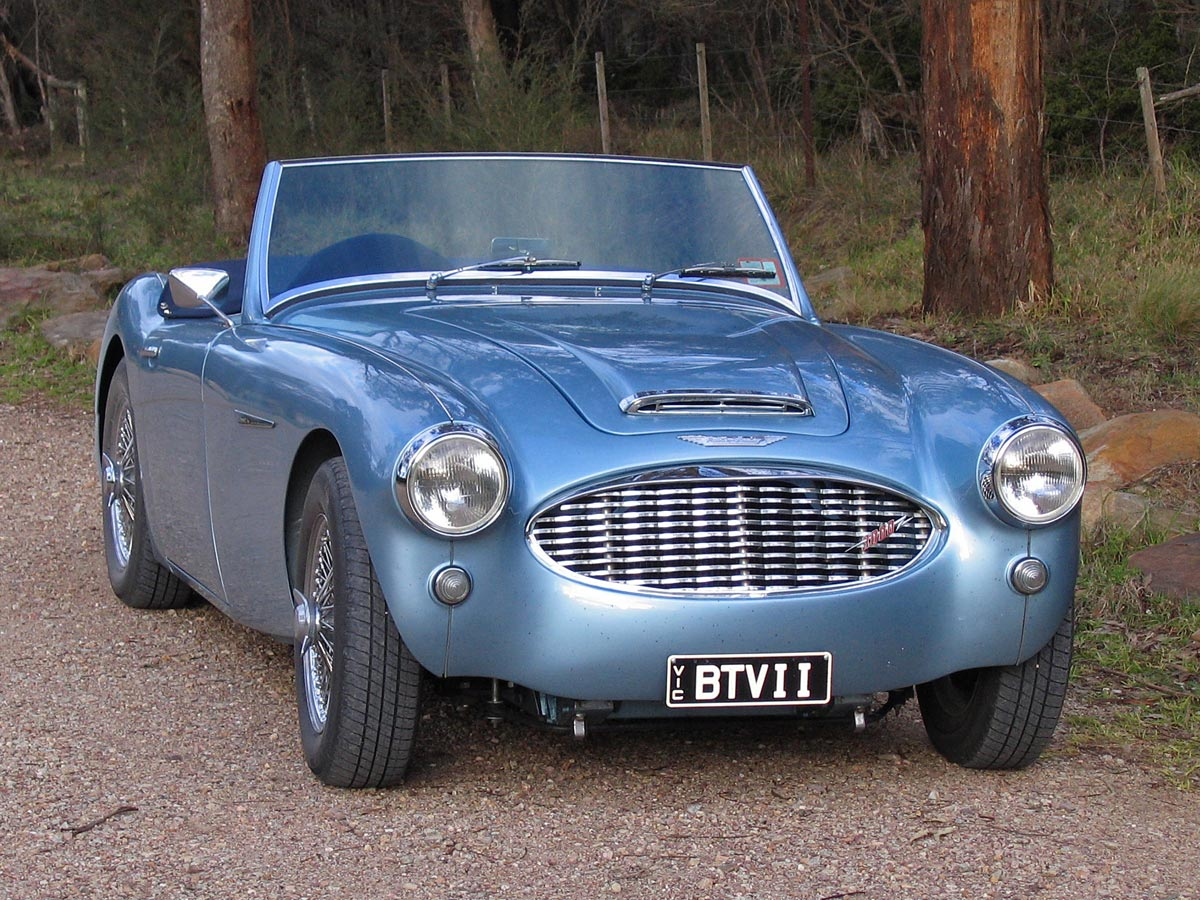
1959 Austin-Healey 3000
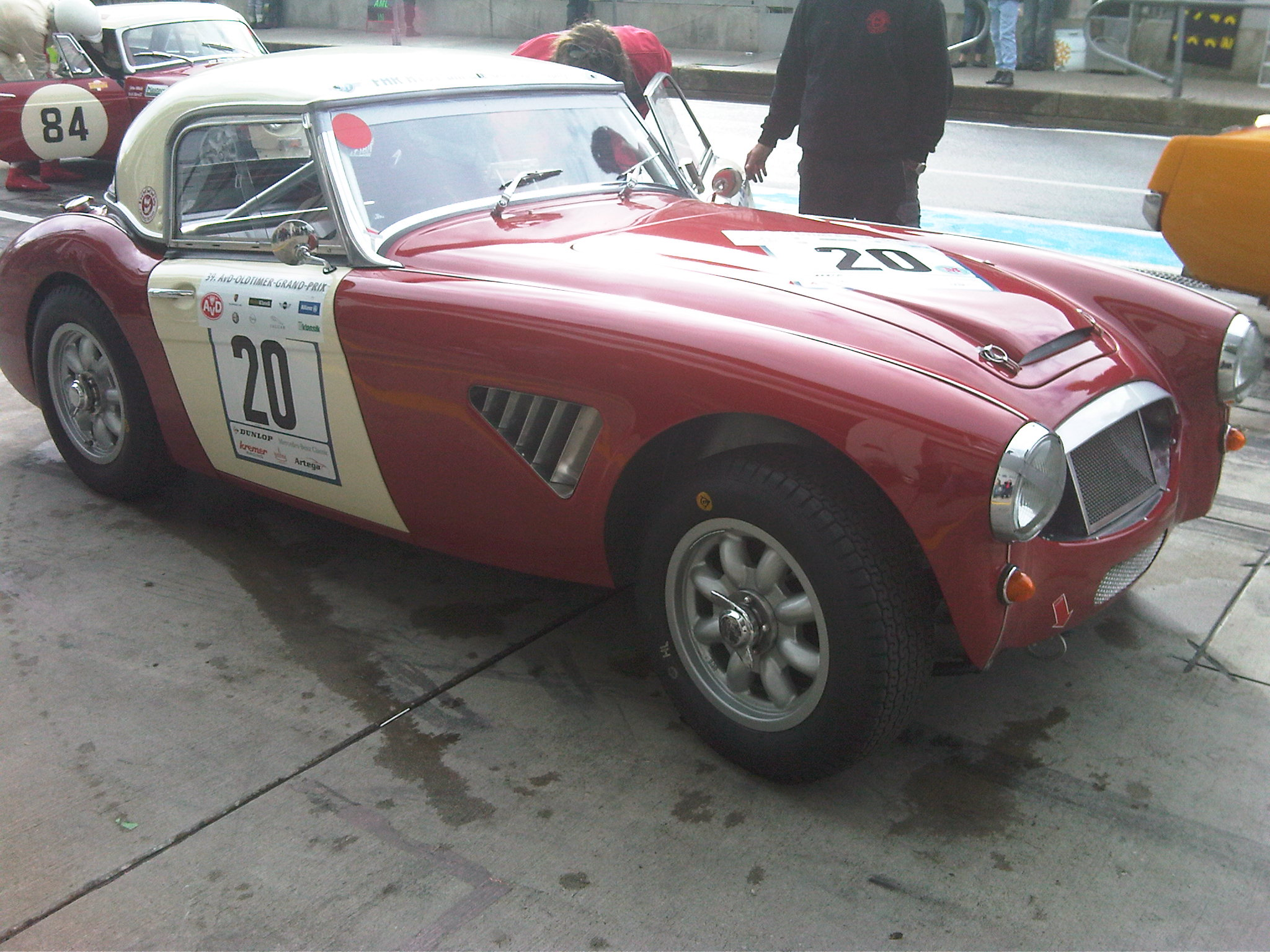
Austin-Healey 3000
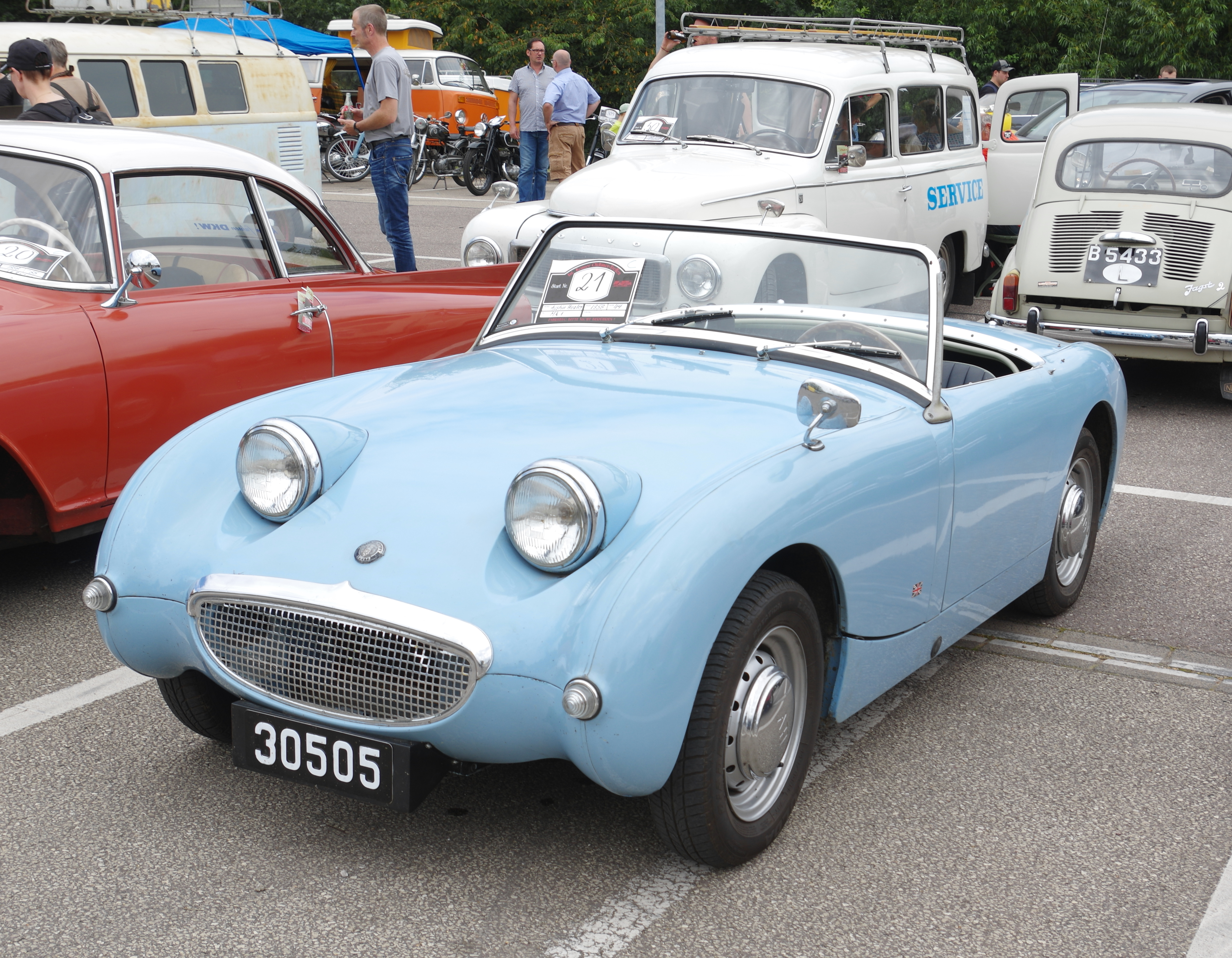
1960 Austin-Healey Sprite
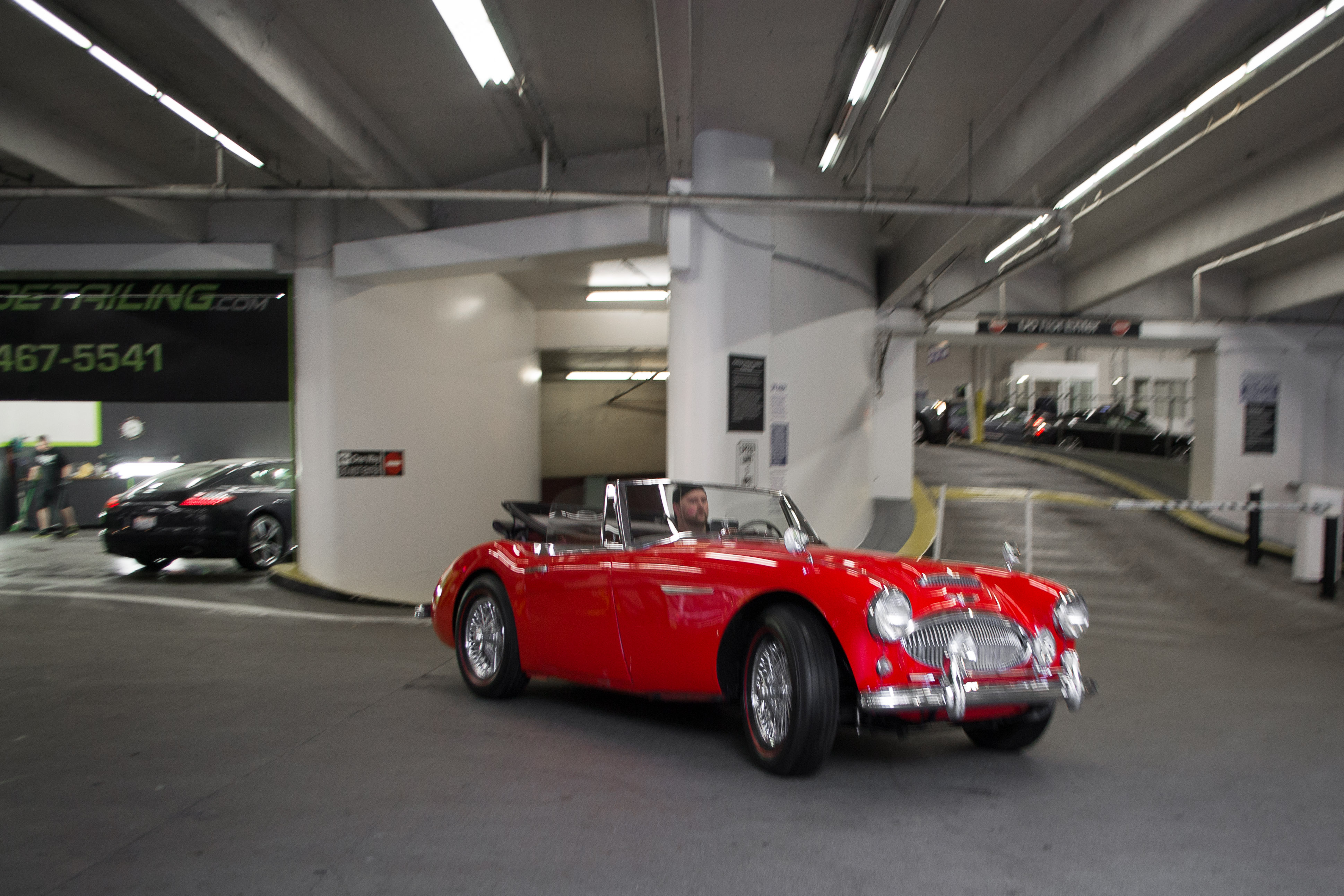
1966 Austin-Healey 3000 Mark III

### Концепти
- Austin-Healey Project Tempest (2005)

## Змагання
Austin-Healey брали участь у численних змаганнях, зокрема у Європі на Ле-Мані, у США на Себрігну та на багатьох ралі класичних автомобілів. Від самого початку автомобілі були визнані Клубом спортивних автомобілів Америки (Sports Car Club of America, SCCA). Моделі «Хіллі» брали участь у клубних гонках у класах D, E та F, перемагали на Національних чемпіонатах у D та Е класах. Останній «Великий Гіллі», що виграв Національний чемпіонат, був Austin-Healey 100-6 класу Е, з водієм Аланом Баркером на Daytona ARRC у 1965 р.
У 1953 р. на висохлому озері Боневіль (штат Юта, США) спеціальний обтічний Austin-Healey встановив кілька наземних швидкісних рекордів.

## Наступники
Тепер назва Austin належить китайській компанії Nanjing, що придбала активи MG Rover Group (наступника британської компанії Leyland), що була на межі банкрутства у 2005 р. Після продажу Дональдом Хіллі своєї компанії (Donald Healey Motor Company) бренд Healey був зареєстрований за новою фірмою — Healey Automobile Consulants. Останню сім'я Хіллі продала компанії HFI Automotive у 2005 р.
У червні 2007 р. Nanjing та Healey Automobile Consultants (HFI Automotive) підписали угоду про співпрацю у відродженні марок Austin-Healey та Healey паралельно з MG (NAC). Терміни нової появи Healey та Austin-Healey не зазначались, однак планувалось, що MG з'явиться на ринку Китаю та Сполученого Королівства до кінця року.

## У масовій культурі
- У серіалі Mad Men (S7/E1: Time Zones, від 13 квітня 2014 р.) Меган підбирає Дона біля аеропорту Лос-Анджелеса на зеленому кабріолеті Austin-Healey.[4]
- У кліпі Everybody Wants to Rule the World британської групи Tears for Fears Курт Сміт їде на зеленому гоночному Austin-Healey 3000 по визначних місцях Південної Каліфорнії (зокрема по переписній місцевості Кабазон та Солтон-Сі).
- У фільмах «Батько нареченої» та «Батько нареченої ІІ» Джордж Бенкс (Стів Мартін) водить MKII.
- У серіалі «Великий ремонт» (Home Improvement) Тім Тейлор потрапляє у халепу під час їзди на Austin-Healey Джил Тейлор без дозволу.
- У серіалі 1958 р. «Людина неведимка» доктор Пітер Бреді та його сестра-вдова водять Austin-Healey 100/6 1958 р.[5]
- Телевізійне шоу Harry O. Private Investigator 1974—1976 рр. з Девідом Янсеном. В одній серії він водить Austin Healey Sprite Mark III з сіро-червоним салоном.
- Фільм «Канікули» (National Lampoon's Vacation, 1983 р.). Кларк Грізволд згадує про Austin-Healey, котрий він водив у коледжі.
- В американському фільмі 1996 р. Losing Chase головна героїня Чейз (Гелен Міррен) водить червоний Austin-Healey Sprite 1965 р. Автомобіль відображає її свободу й має ремені безпеки на задніх сидіннях для дітей.